# Grias cauliflora
Grias cauliflora là một loài thực vật có hoa trong họ Lecythidaceae. Loài này được L. mô tả khoa học đầu tiên năm 1759.